# Hematologi
Hematologi är den gren av den medicinska vetenskapen som handlar om fysiologi och sjukdomar i blodet samt de blodbildande och lymfatiska systemen och blodtransfusion. Till fältet hör även hemostasen, kroppens förmåga att stoppa blödningar och regleringen av denna.
Många sjukdomsalstrande ämnen och organismer är blodburna. Infektionssjukdomar, endokrina sjukdomar, förgiftningar, näringsrubbningar och sjukdomar i ämnesomsättningen leder samtliga till förändringar i blodets sammansättning, men med blodsjukdomar avses normalt enbart sjukdomar som har sin grund i själva blodet eller i blodbildande organ.

## Hematologins historia
Kunskapen om blodets betydelse för livet är urgammal. Under många århundraden trodde man att sjukdom orsakades av för mycket eller förändrat blod, varför åderlåtning var en vanlig behandlingsmetod. På 1600-talet upptäckte nederländaren Antonie van Leeuwenhoek med sitt mikroskop de röda blodkropparna, och blev därmed startpunkten för den vetenskapliga hematologin. 1700-tals-fysiologen William Hewson beskrev fibrinets betydelse för blodlevringen. Under samma århundrade upptäcktes även de vita blodkropparna, och under 1800-talet trombocyterna (blodplättarna). Under 1800-talet insåg man att benmärgen bildar blodkroppar, och under samma århundrade beskrevs även ett antal blodsjukdomar såsom perniciös anemi och leukemi. 1901 års upptäckt av de viktigaste blodgrupperna (AB0) gjorde blodtransfusioner till en viktig medicinsk metod,
Ett viktigt framsteg för studium av och vård av patienter med blodbrist (anemi) var möjligheten att mäta hematokrit, blodets halt av röda blodkroppar. 1932 infördes även en enkel metod för att mäta de röda blodkropparnas halt av syretransporterande hemoglobin.
Den moderna hematologin kan sägas ha inletts med 1920-talets upptäckt att intag av stora mängder rå lever hade positiv effekt vid den annars dödliga sjukdomen perniciös anemi. Som en följd därav kartlades vitaminerna vitamin B12 och folsyra och deras betydelse för blodbildningen. Framsteg inom andra medicinska och tekniska områden gjorde det möjligt att under 1950-talet kartlägga hur hemoglobinmolekylen framställs. Den medicinska vetenskapens alltmer molekylära inriktning med protein- och enzymkemi har avslöjat hur genetiska variationer som påverkar syntetiseringen av hemoglobinet orsakar sjukdomar som exempelvis sickle cell-anemi. Modern molekylärbiologi och molekylär genetik har erbjudit nya sätt att studera koaguleringsprocessen inklusive blodplättarnas funktion, och blodcancrar som leukemi och lymfom.
De vita blodkropparnas funktion för immunförsvaret kartlades under 1900-talet. Man delade in dem i granulocyter och lymfocyter, varav de sistnämnda delades in i T-celler och B-celler med olika funktioner. Studiet av lymfocyterna utgör en brygga mellan hematologi immunologi. Kunskapen om dem har gjort benmärgstransplantation till en viktig behandling vid svåra benmärgssjukdomar som aplastisk anemi.